# Вілафлор
Вілафлор (ісп. Vilaflor) — муніципалітет в Іспанії, у складі автономної спільноти Канарські острови, у провінції Санта-Крус-де-Тенерифе, на острові Тенерифе. Населення — 1843 особи (2010).
Муніципалітет розташований на відстані близько 1800 км на південний захід від Мадрида, 50 км на південний захід від Санта-Крус-де-Тенерифе.
На території муніципалітету розташовані такі населені пункти: (дані про населення за 2010 рік)
- Ла-Ескалона: 604 особи
- Хама: 129 осіб
- Тревехос: 41 особа
- Вілафлор: 1069 осіб

## Демографія
Динаміка населення (INE ):

## Персоналії
- Педро де Сан Хосе Бетанкур (1626—1667) — францисканець, місіонер та святий.

## Галерея зображень

Розташування муніципалітету на острові Тенерифе
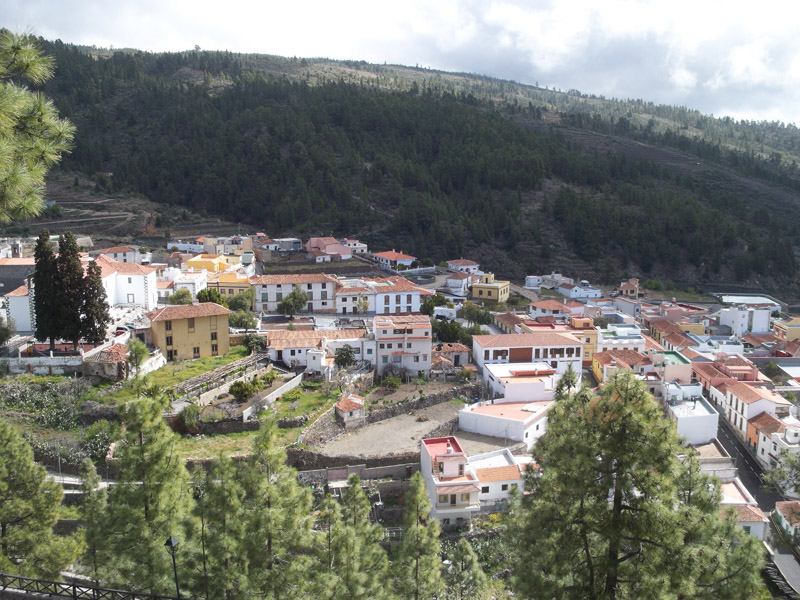
Вілафлор
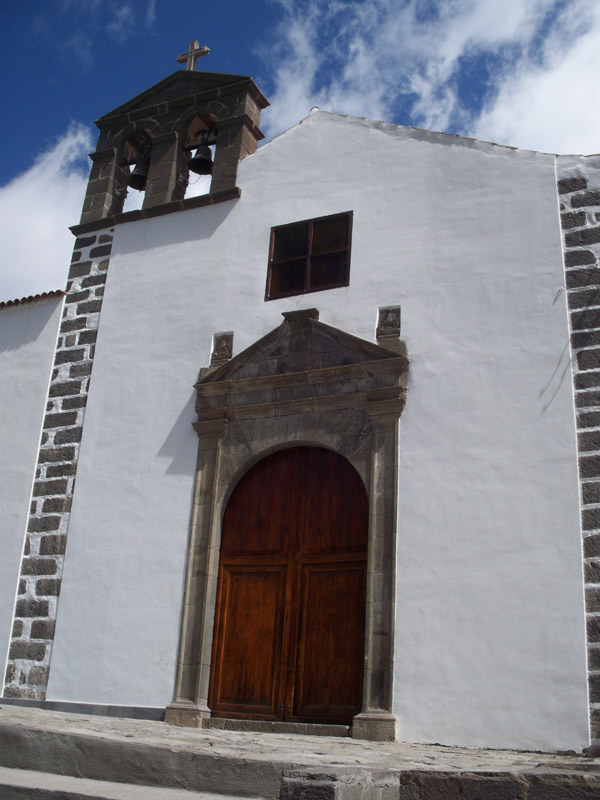
Вілафлор, церква